# Ефект Зеєбека

Ефект Зеєбека — явище виникнення електрорушійної сили між двома контактами різних провідників, які перебувають при різній температурі. Прикладом застосування є термопара.

## Загальний опис
Явище виникнення напруги в металевому бруску, кінці якого мали різну температуру, відкрив (випадково) у 1821 р. Томас Зеєбек.
Ефект Зеєбека виникає в колі, яке складається із двох спаяних між собою провідників (термопара). Один із контактів нагрівають, і тоді в колі виникає електричний струм. Різниця потенціалів (електрорушійна сила), яка виникає між контактами, залежить від роду провідників контактів та від різниці температури між контактами. Її можна подати у вигляді загальної формули:
{\displaystyle {\mathcal {E}}=f(T_{1})-f(T_{2})},
де {\displaystyle T_{1}>T_{2}}.
Похідна функції f(T)
{\displaystyle \alpha ={\frac {df(T)}{dT}}}
називається коефіцієнтом термоелектрорушійної сили контакту.
Коефіцієнт термоелекторушійної сили контакту можна подати у вигляді різниці двох величин, які характеризують матеріал провідника:
{\displaystyle \alpha _{12}=\alpha _{1}-\alpha _{2}}.
Коефіцієнти {\displaystyle \alpha _{i}} називають коефіцієнтами Зеєбека або коефіцієнтами терморушійної сили речовини.
Загалом ці коефіцієнти залежать від температури, й навіть можуть міняти знак при її зміні.

## Фізична природа
У кожній речовині електрони мають властивий для речовини розподіл за енергіями, яка характеризується рівнем хімічного потенціалу. При контакті двох речовин їхні хімічні потенціали вирівнюються за рахунок перетікання частини електронів із однієї речовини в іншу (див. Контактна різниця потенціалів). Якщо два контакти між провідниками мають однакову температуру, то перетікання електронів на одному контакті балансується аналогічним на іншому контакті й виникає термодинамічна рівновага. При неоднаковій температурі контактів кількість електронів, які перетікають із одного провідника в інший і навпаки, різна, тож один із провідників стає зарядженим, що призводить до протікання електричного струму.